# Pseudozizeeria diluta
Pseudozizeeria diluta är en fjärilsart som beskrevs av Felder 1865. Pseudozizeeria diluta ingår i släktet Pseudozizeeria och familjen juvelvingar. Inga underarter finns listade.